# 郊区 (蚌埠市)
蚌埠市郊区，中华人民共和国旧区名，属于安徽省。
1946年11月，蚌埠成立市政筹备处，原属凤阳县的淮河以南部分地区和淮河以北小蚌埠地区。1956年改小蚌埠区置蚌埠市郊区。在今安徽省蚌埠市郊区，包括淮河以北地区。隶属于安徽省蚌埠市，当时蚌埠市下辖东市区、西市区、中市区和郊区共四区。2004年1月改设淮上区。 